# Aartsbisdom Poitiers

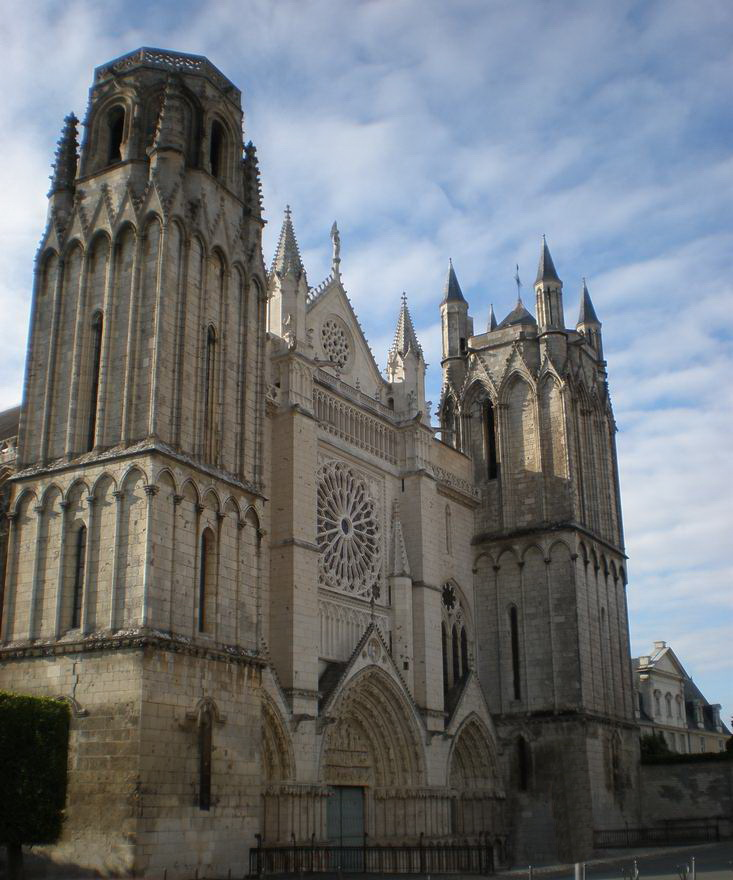
De Sint-Pieterskathedraal van Poitiers

Het aartsbisdom Poitiers (Latijn: Archidioecesis Pictaviensis; Frans: Archidiocèse de Poitiers) is een in Frankrijk gelegen rooms-katholiek aartsbisdom met zetel in de stad Poitiers. De zetelkerk is de Sint-Pieterskathedraal van Poitiers. De aartsbisschop van Poitiers is metropoliet van de kerkprovincie Poitiers waartoe ook de volgende suffragane bisdommen behoren:
- bisdom Angoulême
- bisdom La Rochelle
- bisdom Limoges
- bisdom Tulle

## Geschiedenis
Het bisdom strekte zich uit over de historische Franse provincie Poitou. Poitou werd reeds in de vierde eeuw geëvangeliseerd door Hilarius van Poitiers. Onder meer Venantius Fortunatus, Gilbert van Poitiers en Lodewijk I van Bar waren bisschop van Poitiers.

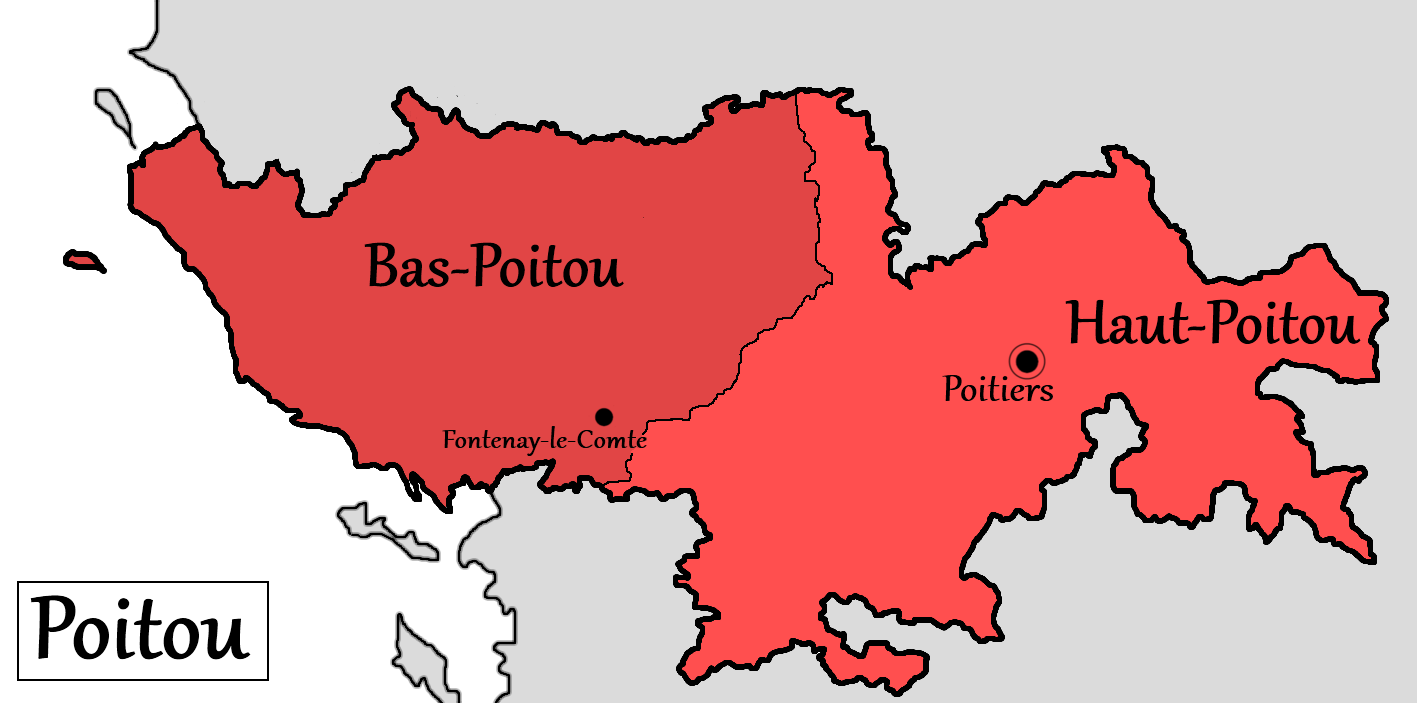
Ontstaan van Haut-Poitou uit Poitou door pauselijke inmenging

In 1317 sneed paus Johannes XXII, vanuit Avignon, het bisdom Poitou in 3 nieuwe bisdommen. Het oosten bleef het bisdom Poitiers; deze streek is bekend als Haut-Poitou. De westelijke kuststreek (Vendée) werd het nieuwe bisdom Luçon met bisschopszetel in de gelijknamige abdij. Het kleine middenstuk werd het nieuwe bisdom Maillezais in de gelijknamige abdij; dit bisdom werd later verder opgesplitst en ging deels naar het bisdom La Rochelle en deels terug naar Poitiers.

## Aartsbisdom
Sinds 2002 is het bisdom een aartsbisdom. De huidige aartsbisschop is sinds 13 januari 2012 Pascal Wintzer.